# Sirens FC
Sirens FC (malt. Sirens Footbal Club) – maltański klub piłkarski, mający siedzibę w mieście Saint Paul’s Bay. Obecnie występuje w Maltese First Division.

## Historia
Chronologia nazw:
- 1968: St. Paul's Bay Football Team
- 1969: Sirens Football Team
- 1972: Sirens FC

Klub piłkarski St. Paul's Bay Football Team został założony w miejscowości Saint Paul’s Bay w 1968 roku. Najpierw zespół rozpoczął występy w Amateur Soccer Cup Competition (ASCC). W debiutowym sezonie 1968/69 zajął drugie miejsce i awansował do Third Division. W 1969 zmienił nazwę na Sirens Football Team, a w 1972 na Sirens FC. W sezonie 1972/73 klub zwyciężył w trzeciej dywizji, jednak nie otrzymał promocji do Second Division. Potem spadł na rok do Fourth Division. Po zwycięstwie w sezonie 1976/77 w czwartej dywizji Section A wrócił do trzeciej dywizji. W sezonie 1979/80 zdobył mistrzostwo III dywizji Section C i awansował do II dywizji. Przed rozpoczęciem sezonu 1980/81 nastąpiła reorganizacja systemu lig, First Division został przemianowany na Premier League, a klub został zdegradowany do czwartego poziomu, zwanego Third Division. Dopiero w sezonie 1988/89 zajął pierwsze miejsce w Third Division Section B. Powrót do drugiej dywizji był krótkotrwały i klub wrócił do gry w trzeciej dywizji na kolejne ponad 10 lat. W sezonie 2006/07 zajął drugie miejsce w Third Division i awansował do Second Division. Sezon 2007/08 zakończył na ostatnim 12.miejscu i został zdegradowany do Third Division. W następnym sezonie 2013/14 zajął pierwsze miejsce w trzeciej dywizji i awansował znów do Second Division. Po dwóch latach po zajęciu drugiej lokaty w sezonie 2015/16 wywalczył promocję do First Division. W sezonie 2018/19 został mistrzem I dywizji i zdobył historyczny awans do Premier League. W debiutanckim sezonie, zakończonym przedwcześnie z powodu pandemii koronawirusa, klub zajął 4. miejsce i awansował do Ligi Europy. W europejskim debiucie ich rywalem był bułgarski CSKA Sofia, z którym przegrali na wyjeździe 1:2, odpadając z rozgrywek.

## Barwy klubowe, strój
| Biały | Niebieski |

Klub ma barwy biało-niebieskie. Zawodnicy domowe spotkania zazwyczaj grają w pasiastych pionowo biało-niebieskich koszulkach, białych spodenkach oraz pasiastych biało-niebieskich getrach.

## Sukcesy

### Trofea międzynarodowe
Nie uczestniczył w rozgrywkach europejskich (stan na 31-05-2019).

### Trofea krajowe
| \| \| Zdobyte trofea w rozgrywkach Malty (stan na: 31-05-2019) \| |                                                          |      |          |
| Rozgrywki                                                         | Osiągnięcie                                              | Razy | Sezon(y) |
| Mistrzostwo                                                       | I miejsce                                                | 0    |          |
| Mistrzostwo                                                       | II miejsce                                               | 0    |          |
| Mistrzostwo                                                       | III miejsce                                              | 0    |          |
| Mistrzostwo                                                       | 4.miejsce                                                | 1    | 2019/20  |
| Puchar                                                            | zdobywca                                                 | 0    |          |
| Puchar                                                            | finalista                                                | 0    |          |
| Puchar                                                            | 1/16 finału                                              | 1    | 2016/17  |
| II liga                                                           | I miejsce                                                | 1    | 2018/19  |
| II liga                                                           | II miejsce                                               | 0    |          |
| II liga                                                           | III miejsce                                              | 0    |          |
| Malta                                                             | Zdobyte trofea w rozgrywkach Malty (stan na: 31-05-2019) |      |          |

- Third/Second Division (D3):
  - mistrz (3x): 1972/73 (Section C), 1979/80 (Section C), 2015/16

## Struktura klubu

### Stadion
Klub piłkarski rozgrywa swoje mecze domowe na Sirens Stadium w Saint Paul’s Bay, który może pomieścić 1300 widzów. Mecze Premier League jednak rozgrywane na stadionach Ta’ Qali Stadium (17 797 widzów), Centenary Stadium (3 000 widzów) w Ta’ Qali oraz Hibernians Stadium (3 000 widzów) w Paola.

## Kibice i rywalizacja z innymi klubami

### Rywalizacja
Największymi rywalami klubu są inne zespoły z okolic.

### Derby
- Mġarr United FC
- Mellieħa SC

## Europejskie puchary
Legenda do wszystkich tabel:
- Q – runda eliminacyjna, 1/16, 1/8, 1/4, 1/2 – odpowiednia faza rozgrywek, Grupa – runda grupowa, 1r gr – pierwsza runda grupowa, 2r gr – druga runda grupowa, F – finał, R – runda, PO – play-off
- k. – rzuty karne, los. – losowanie, Dogr. – dogrywka, w. – zasada bramek strzelonych na wyjeździe

| Sezon   | Rozgrywki   | Runda | Klub       | Dom     | Wyjazd  | Ogólnie |
| ------- | ----------- | ----- | ---------- | ------- | ------- | ------- |
| 2020/21 | Liga Europy | 1Q    | CSKA Sofia | 1–2 (W) | 1–2 (W) | 1–2 (W) |